# Universität Tsukuba

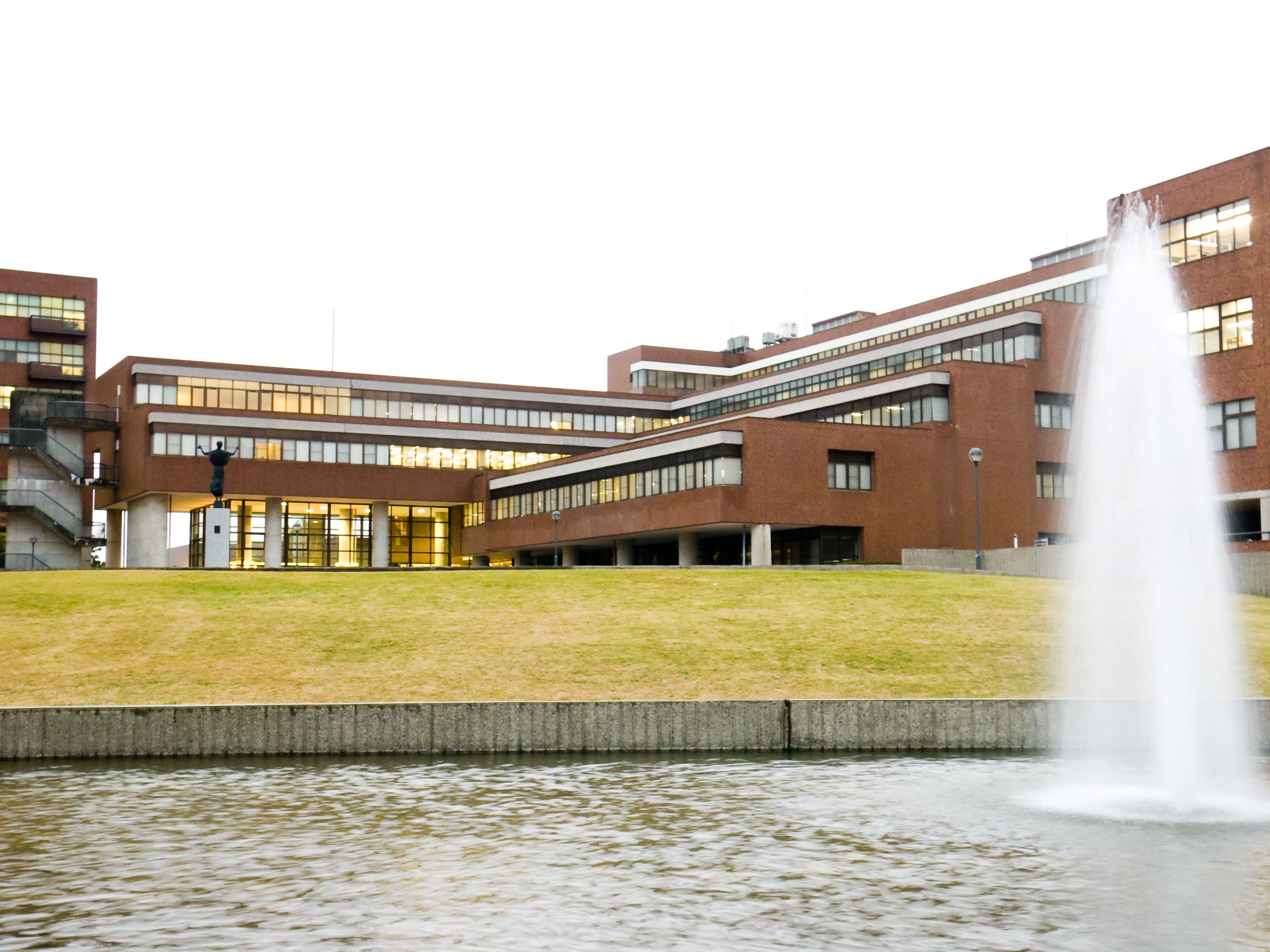
Die Bibliothek im Tsukuba-Campus

Die Universität Tsukuba (jap. 筑波大学, Tsukuba daigaku) ist eine staatliche Universität in Japan. Der Hauptcampus liegt in Tennōdai, Tsukuba in der Präfektur Ibaraki, ein zweiter mit Graduiertenkollegen und einem Fokus auf Erwachsenweiterbildung in Ōtsuka, Bunkyō, Tokio.

## Geschichte
Die Universität Tsukuba wurde im Oktober 1973 gegründet, als ein Modell der „Hochschulen im neuen Konzept“ des japanischen Bildungsministeriums (文部省, Mombu-shō, heute: MEXT). Damals wurden die japanischen Hochschulen von marxistischen Professoren und Studenten noch beeinflusst. Die Pädagogische Universität Tokio (東京教育大学, Tōkyō kyōiku daigaku), die Vorgängerin der Universität Tsukuba, hatte auch das Problem, also veränderte das Bildungsministerium sie zur „neuen“ Universität durch die Versetzung in Tsukuba. 2002 wurde die ehemalige Universität für Bibliotheks- und Informationswissenschaft (図書館情報大学, Toshokan jōhō daigaku, gegründet 1921) zur Schule für Bibliotheks- und Informationswissenschaft (heute ein Teil der Schule für Informatik).
Die Geschichte der ehemaligen Pädagogischen Universität Tokio ist wie folgt:

### Pädagogische Universität Tokio
Die Pädagogische Universität Tokio wurde 1949 durch den Zusammenschluss der vier staatlichen Schulen gegründet. Die vier waren die Geistes- und Naturwissenschaftliche Hochschule Tokio (東京文理科大学, Tōkyō bunrika daigaku), die Höhere Normalschule Tokio (東京高等師範学校, Tōkyō kōtō shihan gakkō), die Fachschule für Landwirtschaftspädagogik Tokio (東京農業教育専門学校, Tōkyō nōgyō kyōiku semmon gakkō, gegründet 1937) und die Sportfachschule Tokio (東京体育専門学校, Tōkyō taiiku semmon gakkō, gegründet 1924).
Die Geistes- und Naturwissenschaftliche Hochschule Tokio, eine der Vorgängerinnen, wurde 1872 als erste staatliche Normalschule in Japan gegründet. Sie benannte sich 1873 in Normalschule Tokio um und 1886 dann in Höhere Normalschule (高等師範学校, Kōtō shihan gakkō; die Höhere Normalschule war die staatliche Bildungsanstalt, um die Lehrer an den Normalschulen, Mittelschulen, höheren Mädchenschulen zu erziehen). 1902 wurde sie in Höhere Normalschule Tokio umbenannt, denn die zweite staatliche Höhere Normalschule wurde in Hiroshima gegründet (heute: Universität Hiroshima). Die Schule gründete später den Aufbaukurs (専攻科, 2-jährig), der 1929 sich zur Geistes- und Naturwissenschaftlichen Hochschule entwickelte.
Die Universität hatte Fakultäten nicht nur für Pädagogik, sondern auch für Geisteswissenschaften, Naturwissenschaften, Agrarwissenschaft und Sport. Ihr ehemaliger Hauptcampus ist heute der Kyōikunomori-Park (教育の森公園) und der Ōtsuka-Campus (in Ōtsuka, Bunkyō-ku, Tokio, 35° 43′ 12,1″ N, 139° 44′ 12,4″ O). Ihre drei Standorte waren zu klein und sie suchte einen größeren Campus (also Versetzung in Tsukuba). Die Universität wurde 1978 nach der Eröffnung der Universität Tsukuba gesetzlich abgeschafft.
Berühmte Lehrer und Studenten: Choi Kyu-ha (Studium an der Höheren Normalschule: 1937–1941) und Shin’ichirō Tomonaga (Professur: 1941–1969, Präsident: 1956–1962).

## Fakultäten
Die Schulen (jap. 学群, gakugun, engl. Schools) sind die größeren Fakultäten, die aus den Colleges (jap. 学類, gakurui), den größeren Abteilungen, bestehen.
- Schule für Geisteswissenschaften und Kultur
- Schule für Sozialwissenschaften und Interkulturelle Studien
- Schule für Humanwissenschaften
- Schule für Bio- und Umweltwissenschaften
- Schule für Natur- und Ingenieurwissenschaften
- Schule für Informatik
- Schule für Medizin
- Schule für Sport
- Schule für Künste

Die Abendkurse für Geschäftsleute von den Graduate Schools liegen im Ōtsuka-Campus und im Akihabara-Campus.

## Internationale Aktivitäten
Die Universität verfügt über „International Offices“ in Tunis, Taschkent und Ho-Chi-Minh-Stadt. Seit 2010 unterhält sie in Bonn ihr Europa-Büro.
Seit 23. November 2023 existiert das Liaison Office an der Ruhr-Universität, Bochum.

## Symbol (Blauglockenbaum)
Das Logo (Symbol) der Universität Tsukuba bezeichnet den Blauglockenbaum (jap. Kiri, mit drei Blättern und elf [3 - 5 - 3] Blüten). Ähnlich sieht es dem Wappen des japanischen Premierministers und seines Kabinetts (Go-Shichi no Kiri mit drei Blättern und 17 [5 - 7 - 5] Blüten).
Eines der Studentenlieder heißt Kiri no ha (桐の葉, dt. „Das Blatt des Blauglockenbaums“). 1919 schrieb ein Student (大和 資雄, Yamato Yasuo, 1898–1990) die Worte auf anonymer Melodie. Damals hatte die Höhere Normalschule Tokio ein schweres Problem: Entwicklung zur Hochschule oder Abolition. Die Professoren und Studenten wollten die Entwicklung und standen mit diesem Lied auf (Die Schule entwickelte 1929 sich zur Hochschule).
Das Lied appelliert an den Schulkameraden, die „Ruine“ zu verlassen und aufzustehen, wie das Blatt des Blauglockenbaums im Herbst bestimmt vom Baum abgeht. Es deklariert dann, dass der renommierte Brunnen in Meikei (茗渓) sich erschöpfen soll, wenn das Wasser unklar wird.
Ōyama Noburō (大山 信郎), der letzte Rektor der Pädagogischen Universität Tokio, schrieb 1973 die dritte Strophe, die von der Erschöpfung des Wassers in Meikei und von der Geburt neues Brunnens in Tsukuba singt. 2003 fügte der Rektor Kitahara die vierte Strophe hinzu. Das Studentenlied ist ein lebendiges Lied mit der Universität.